# Chlorops calamitosa
Chlorops calamitosa är en tvåvingeart som först beskrevs av Clas Bjerkander 1777.  Chlorops calamitosa ingår i släktet Chlorops och familjen fritflugor.
Artens utbredningsområde är Sverige. Inga underarter finns listade i Catalogue of Life.